# Matrice de permutation
Une matrice de permutation est une matrice carrée qui vérifie les propriétés suivantes :
- les coefficients sont 0 ou 1 ;
- il y a un et un seul 1 par ligne ;
- il y a un et un seul 1 par colonne.

Ainsi :
{\displaystyle {\begin{pmatrix}1&0&0&0\\0&0&1&0\\0&0&0&1\\0&1&0&0\end{pmatrix}}}
est une matrice de permutation.

## Propriétés

### Lien avec le groupe symétrique
Les matrices de permutations carrées de taille n sont en bijection avec les permutations de l'ensemble {1,2,...n}. Si σ est une telle permutation, la matrice correspondante est {\displaystyle P_{\sigma }} de terme général
{\displaystyle \left[P_{\sigma }\right]_{ij}=\delta _{i,\sigma (j)}={\begin{cases}1&{\hbox{si }}i=\sigma (j)\\0&{\hbox{sinon.}}\end{cases}}}
Cette bijection est un morphisme de groupes :
{\displaystyle P_{\sigma }P_{\tau }=P_{\sigma \circ \tau }}.
En utilisant cette identité avec deux permutations inverses l'une de l'autre, on obtient le fait qu'une matrice de permutation est inversible, et que son inverse est la matrice de la permutation inverse. L'ensemble des matrices de permutation forme un sous-groupe du groupe général linéaire d'indice n, isomorphe au groupe symétrique {\displaystyle {\mathfrak {S}}_{n}}.
Notons que l'usage anglo-saxon conduit à définir les matrices de permutations différemment (en prenant l'inverse de la permutation) : voir la version en anglais.

### Orthogonalité
Les colonnes de la matrice {\displaystyle P_{\sigma }} sont les vecteurs de la base canonique de {\displaystyle \mathbb {R} ^{n}}, dont on a modifié l'ordre. En effet si on note {\displaystyle e_{1},...,e_{n}} ces vecteurs,
{\displaystyle P_{\sigma }(e_{j})=e_{\sigma (j)}\,}
Ainsi {\displaystyle P_{\sigma }} envoie une base orthonormale sur une base orthonormale : c'est une matrice orthogonale. 
La matrice transposée de {\displaystyle P_{\sigma }} est également son inverse, et vaut {\displaystyle P_{\sigma ^{-1}}}.
Le déterminant de la matrice est +1 si et seulement si les vecteurs images de la base canonique forment une base directe, c'est-à-dire si et seulement si σ est une permutation paire. Dans le cas contraire, le déterminant est -1. Le déterminant de la matrice est donc la signature de σ.
La trace de {\displaystyle P_{\sigma }} est égale au nombre d'entiers i tels que σ(i)=i, c'est-à-dire au nombre de points fixes de {\displaystyle \sigma }.

## Utilisations

### Application aux opérations élémentaires
De même que toute permutation est produit de transpositions, toute matrice de permutation est un produit de matrices de permutation élémentaires c'est-à-dire associées aux transpositions. Il est aisé de voir que multiplier à gauche (respectivement à droite) une matrice A par une telle matrice de permutation élémentaire revient à faire l'échange de deux lignes (resp. deux colonnes) de A.
Plus généralement, multiplier une matrice A à droite par une matrice de permutation P revient à permuter les colonnes de la matrice A, en suivant la permutation correspondant à P. Multiplier une matrice A à gauche par une matrice de permutation P revient à permuter les lignes de la matrice A, en suivant la permutation inverse.

### Application aux matrices bistochastiques
Les matrices de permutation sont des cas particuliers de matrice bistochastique. Plus précisément, on peut montrer que l'ensemble des matrices bistochastiques est une partie convexe, dont les matrices de permutation forment les points extrémaux. 
Notamment, toute matrice doublement stochastique est barycentre à coefficients positifs de matrices de permutation.

## Référence
1. 1 2 3  V. Rousse et al., Mathématiques Exercices incontournables ECS 1re année, Dunod, 2015 (lire en ligne), p. 76-77 (exercice corrigé 3.6).